# Lombardni kredit
Lombardni kredit spada u vrlo stare kreditne poslove. Ime nastaje u talijanskoj pokrajini (Lombardiji) gdje je i nastao. Temelj ovog kreditnog posla je zalog realnih pokretnih vrijednosti. Najčešće je to zlato, nakit, umjetničke kolekcije, numizmatika, vrijednosti papiri i druga vrijedna pokretna dobra.
Lombardne kredite odobravaju banke, ali i specijalizirane ustanove (npr. zalagaonice). Osnovicu za ovaj kreditni posao čini prometna, tržišna vrijednost založene stvari. U razvijenim tržišnim gospodarstvima tržišna vrijednost ovih efekata se formira na burzama. Zbog zaštite interesa vjerovnika iznos kredita je uvijek niži od te, prometne vrijednosti zaloga. Također postoji mogućnost, što je kao i ostale uvjete kod odobrenog kredita potrebno regulirati ugovorom, da se tijekom korištenja kredita, zbog promjene tržišnih vrijednosti efekata traži dopuna zaloga nad založenom stvari. Prednost ovih kredita je i u činjenici da njegov tražitelj ostaje vlasnik nad založenom stvari. U slučaju ne vraćanja kredita (s pripadajućom kamatom i troškovima) vjerovnik prodaje založene efekte putem licitacije. Iz ostvarene prodajne cijene podmiruje svoja potraživanja. Ako se prodajom ostvari veća cijena od odobrenog kredita taj iznos pripada dužniku, odnosno vlasniku založene stvari.
Relombard je kratkoročni međubankovni kredit koji središnja banka ili komercijalna banka daje drugoj komercijalnoj banci uz uvjet da banka zajmoprimac založi kod banke zajmodavca lombardirane (već korištene kao zalog) vrijednosne papire. Lombardna stopa je kamatna stopa koju objavljuje središnja banka, a uz koju je spremna odobravati kredite poslovnim bankama uz zalog određenih vrijednosnih papira. Lombard Street je ulica u poslovnom središtu Londona (City), gdje se nalazi sjedište velikih banaka. Nazvana je po lombardijskim trgovcima i papinskim poreznicima koji su se ondje smjestili već u 14. stoljeću. U prenesenom smislu označava engl. novčano tržište.